# Tyson Jost
Tyson Jost, född 14 mars 1998, är en kanadensisk professionell ishockeyforward som spelar för Carolina Hurricanes i National Hockey League (NHL). 
Han föddes i St. Albert men växte upp i British Columbia och började sin hockeykarriär med Pursuit of Excellence Hockey Academy. Han kom senare att spela med Okanagan Rockets i BC Hockey Major Midget League och Penticton Vees i British Columbia Hockey League innan han blev mogen för spel i NCAA. Jost spelade bara en säsong med NCAA-laget North Dakota Fighting Hawks innan han draftades som 10:e totalt av Avalanche vid NHL Entry Draft 2016.
Jost gjorde sin NHL-debut med Avalanche säsongen 2016–17 efter att Fighting Hawks förlorat mot Boston University i första rundan i slutspelet. Han spenderade fem säsonger i Avalanche organisation mellan farmarlaget Colorado Eagles i American Hockey League (AHL) och NHL-spel. Under sin sjätte säsong trejdades Jost till divisionsrivalerna Minnesota Wild innan han senare blev upplockad av Buffalo Sabres 2022.
Internationellt har Jost deltagit för Kanada både som junior och senior och vann guld vid Ivan Hlinkas minnesturnering 2015 samt silver vid JVM 2017 och VM 2019

## Statistik

### Klubbkarriär
| 2013–14    | Okanagan Rockets            | BCMML      | 36  | 44 | 44 | 88  | 65  | 7  | 9  | 9 | 18 | 14 |
| 2013–14    | Penticton Vees              | BCHL       | 3   | 0  | 0  | 0   | 0   | —  | —  | — | —  | —  |
| 2014–15    | Penticton Vees              | BCHL       | 46  | 23 | 22 | 45  | 16  | 21 | 10 | 4 | 14 | 6  |
| 2015–16    | Penticton Vees              | BCHL       | 48  | 42 | 62 | 104 | 43  | 11 | 6  | 8 | 14 | 4  |
| 2016–17    | North Dakota Fighting Hawks | NCHC       | 33  | 16 | 19 | 35  | 44  | —  | —  | — | —  | —  |
| 2016–17    | Colorado Avalanche          | NHL        | 6   | 1  | 0  | 1   | 0   | —  | —  | — | —  | —  |
| 2017–18    | Colorado Avalanche          | NHL        | 65  | 12 | 10 | 22  | 26  | 6  | 0  | 1 | 1  | 0  |
| 2017–18    | San Antonio Rampage         | AHL        | 5   | 1  | 1  | 2   | 0   | —  | —  | — | —  | —  |
| 2018–19    | Colorado Avalanche          | NHL        | 70  | 11 | 15 | 26  | 14  | 12 | 3  | 1 | 4  | 0  |
| 2018–19    | Colorado Eagles             | AHL        | 8   | 4  | 1  | 5   | 2   | —  | —  | — | —  | —  |
| 2019–20    | Colorado Avalanche          | NHL        | 67  | 8  | 15 | 23  | 22  | 12 | 1  | 0 | 1  | 8  |
| 2020–21    | Colorado Avalanche          | NHL        | 54  | 7  | 10 | 17  | 24  | 10 | 2  | 2 | 4  | 4  |
| 2021–22    | Colorado Avalanche          | NHL        | 59  | 6  | 8  | 14  | 30  | —  | —  | — | —  | —  |
| 2021–22    | Minnesota Wild              | NHL        | 21  | 2  | 4  | 6   | 4   | 6  | 0  | 0 | 0  | 4  |
| 2022–23    | Minnesota Wild              | NHL        | 12  | 0  | 3  | 3   | 11  | —  | —  | — | —  | —  |
| 2022–23    | Buffalo Sabres              | NHL        | 59  | 7  | 15 | 22  | 23  | —  | —  | — | —  | —  |
| 2023–24    | Buffalo Sabres              | NHL        | 43  | 3  | 3  | 6   | 10  | —  | —  | — | —  | —  |
| 2023–24    | Rochester Americans         | AHL        | 25  | 4  | 10 | 14  | 18  | —  | —  | — | —  | —  |
| NHL totalt | NHL totalt                  | NHL totalt | 456 | 57 | 83 | 140 | 164 | 46 | 6  | 4 | 10 | 16 |

### Internationellt
| År            | Lag           | Turnering     | Resultat      |    | Matcher | Mål | Assist | Poäng | Utv |
| ------------- | ------------- | ------------- | ------------- | -- | ------- | --- | ------ | ----- | --- |
| 2014          | Canada White  | U17           | 5:a           | 5  | 1       | 2   | 3      | 0     |     |
| 2015          | Kanada        | IH18          | 1             | 4  | 3       | 0   | 3      | 0     |     |
| 2016          | Kanada        | WJC18         | 4th           | 7  | 6       | 9   | 15     | 2     |     |
| 2017          | Kanada        | JVM           | 2             | 7  | 1       | 3   | 4      | 6     |     |
| 2018          | Kanada        | VM            | 4:a           | 9  | 4       | 2   | 6      | 4     |     |
| 2019          | Kanada        | VM            | 2             | 8  | 0       | 2   | 2      | 0     |     |
| Junior totalt | Junior totalt | Junior totalt | Junior totalt | 23 | 11      | 14  | 25     | 8     |     |
| Senior totalt | Senior totalt | Senior totalt | Senior totalt | 17 | 4       | 4   | 8      | 4     |     |

## Meriter och utmärkelser
| Merit                                    | År   |
| ---------------------------------------- | ---- |
| BCHL                                     |      |
| All-Rookie Team                          | 2015 |
| Vern Dye Memorial Trophy (MVP)           | 2016 |
| CJHL Top forward                         | 2016 |
| CJHL MVP                                 | 2016 |
| College                                  |      |
| NCHC All-Rookie Team                     | 2017 |
| NCHC All-Tournament Team                 | 2017 |
| Internationellt                          |      |
| World Junior A Challenge Canada West MVP | 2015 |
| WJC-U18 All-Star Team                    | 2016 |
| WJC-U18 Best Forward                     | 2016 |